# Бурокявичюс, Миколас Мартинович
Ми́колас Ма́ртинович Бурокя́вичюс (Бурокявичус) (лит. Mykolas Burokevičius; 7 октября 1927, Алитус — 20 января 2016, Вильнюс) — советский литовский партийный деятель, учёный. Первый секретарь ЦК Коммунистической партии Литвы на платформе КПСС в 1990—1991 годах. Был осуждён на 12 лет заключения за участие в попытке сохранения государственности и соучастие в убийстве во время вильнюсских событий в январе 1991 года.

## Биография
Родился 7 октября 1927 года в городе Алитусе в Литве.

### Молодость и карьера
С 1942 года работал столяром, токарем на заводе в Удмуртии. С 1944 года на комсомольской и партийной работе в Литве: инструктор, завсектором, секретарь уездкома ЛКСМ, пропагандист, завпарткабинетом укома КПЛ в Вилкавишском уезде, инструктор, завсектором ЦК, завотделом Вильнюсского горкома Компартии Литвы. Член КПСС с 1946 года вплоть до запрета партии литовскими властями в августе 1991 года.
С 1963 года — старший научный сотрудник Института истории партии при ЦК Коммунистической партии Литвы, завкафедрой Вильнюсского инженерно-строительного института, закончил Вильнюсский государственный педагогический институт (1955) и Академию общественных наук (1963).
В 1975 г. защитил докторскую диссертацию по теме: «Идеологическая работа Коммунистической партии Литвы среди интеллигенции в 1940—1965 гг.»
С 1976 года профессор кафедры научного коммунизма Вильнюсского госпединститута.

### Во главе КПЛ/КПСС. Участие в январских событиях 1991 года
После раскола КПЛ в декабре 1989 года — секретарь, а с 3 марта 1990 года до запрета партии 23 августа 1991 года — первый секретарь ЦК КПЛ (КПСС).
На XXVIII съезде КПСС (июль 1990 года) избран членом ЦК КПСС, а на пленуме ЦК после съезда членом Политбюро ЦК КПСС.
В начале января 1991 года обратился к М. С. Горбачёву с просьбой о вводе войск в Вильнюс. Горбачёв решения не принял, однако войска были введены по приказу министра внутренних дел СССР Б. Пуго и министра обороны СССР Д. Язова, результатом чего стали события 11-13 января 1991 года с провозглашением «Комитета национального спасения Литвы» в качестве единственной легитимной власти в республике, попыткой захвата Верховного Совета, телецентра, гибелью 14 человек и ранением 144.
13 января 1991 года прокуратура Литвы возбудила уголовное дело по статье 88, части 2 УК Литовской ССР (попытка совершения государственного переворота), одним из обвиняемых по которому был Бурокявичюс. Однако арестован он не был, так как после провала выступления ГКЧП бежал в Белоруссию.

### Суд и тюремное заключение
15 января 1994 года арестован в Минске и выдан спецслужбам Литвы (вместе с Ю. Ермалавичюсом).
В конце октября 1996 года в Вильнюсском окружном суде начался процесс над Бурокявичюсом и рядом лидеров литовской компартии на платформе КПСС по делу «О государственном перевороте 13 января 1991 года». Им вменялись в вину «попытка изменения государственного строя» и организация выступления частей ВДВ, КГБ и МВД с целью захвата зданий радио и телевидения, а также соучастие в убийстве и ранениях лиц, пострадавших во время этих событий. Сам Бурокявичюс утверждал, что в толпе людей работали боевики-провокаторы Буткявичюса (глава силовых структур, формировавшихся новым руководством Литвы), а также прибывшие из Польши американские специалисты по боям в городских условиях.
В феврале 1997 года Госдума России приняла обращения к Сейму Литвы и в ОБСЕ в связи с процессом над Бурокявичюсом и Ермалавичюсом.
23 августа 1999 года Бурокявичюс был признан виновным по статьям: 70 (создание антигосударственных организаций и активная деятельность в них) 68 (публичные призывы насильственно нарушить суверенитет Литовской Республики, исполняя задание другого государства) 105 (преднамеренное убийство с отягчающими обстоятельствами), 112 и 116 (преднамеренное нанесение телесных повреждений; впоследствии сняты Апелляционным судом за истечением срока давности) УК ЛР и приговорён к 12-летнему тюремному заключению.
В тюрьме перенёс операцию по шунтированию сердца. В начале 2000 года президент Литвы Валдас Адамкус предлагал начальнику колонии подготовить документы на помилование Бурокявичюса при условии, что тот обратится с просьбой. Бурокявичюс отверг предложение, в ответном письме заявив, что у него нет вины перед Родиной.
Вышел на свободу 13 января 2006 года. Как отмечал после освобождения сам Бурокявичюс, из двенадцати лет лишения свободы, в тюрьме он провёл около семи лет, остальное — в колонии строгого режима.
Скончался 20 января 2016 года в больнице от острой сердечной недостаточности. Похоронен на Карвелишском кладбище рядом с супругой.

## Решение ЕСПЧ по делу Бурокявичюса
Жалоба Бурокявичюса (совместно с Юозасом Куолялисом и Леонасом Бартошевичюсом) на Литву в Европейский суд по правам человека была признана приемлемой в 2006 г., так как заявление о том, что Бурокявичюс действовал в соответствии с существовавшими на тот момент законами, было признано заслуживающим рассмотрения (остальные претензии были отклонены). Однако решением Европейского суда от 19 февраля 2008 г. было установлено, что к началу 1991 года Верховным Советом Литвы был принят целый ряд законов, которые нарушил Бурокявичюс. Согласно постановлению суда:
К этому времени, по мнению суда, политическая воля нового правительства Литвы была чётко установлена и заявители должны были знать, как ведущие профессиональные политики, о большой опасности, которой они подвергаются поддержанием своей деятельности в КПЛ/КПСС и её дочерних организациях с целью свержения правительства. Они не требовали бы советского военного вмешательства в январе 1991 года, если бы ситуация была иной. (…) Суд находит, таким образом, что заявители были осуждены за преступления, которые были достаточно ясными и предсказуемыми в соответствии с законодательством восстановленной Литовской Республики. Суд считает, что последствия несоблюдения этих законов были адекватно предсказуемы, и не только с помощью юридических консультаций, но и как вопрос здравого смысла. Кроме того, третий заявитель <Бурокявичюс> был признан виновным в соучастии в убийстве при отягчающих обстоятельствах и нанесении телесных повреждений, преступлениях, последовательно запрещённых на протяжении всего периода.
 Суд также отверг утверждения Бурокявичюса и его созаявителей, что их судили за убеждения, отметив, что руководство КПЛ/КПСС было осуждено именно за антигосударственную деятельность, и другие коммунистические группы, не занимавшиеся таковой, свободно действовали в Литве.